# Stretford and Urmston (circonscription britannique)
La circonscription de Stretford and Urmston est une circonscription située dans le Grand Manchester et représentée à la Chambre des communes du Parlement britannique.